# Hans Christoph III. von Puchheim

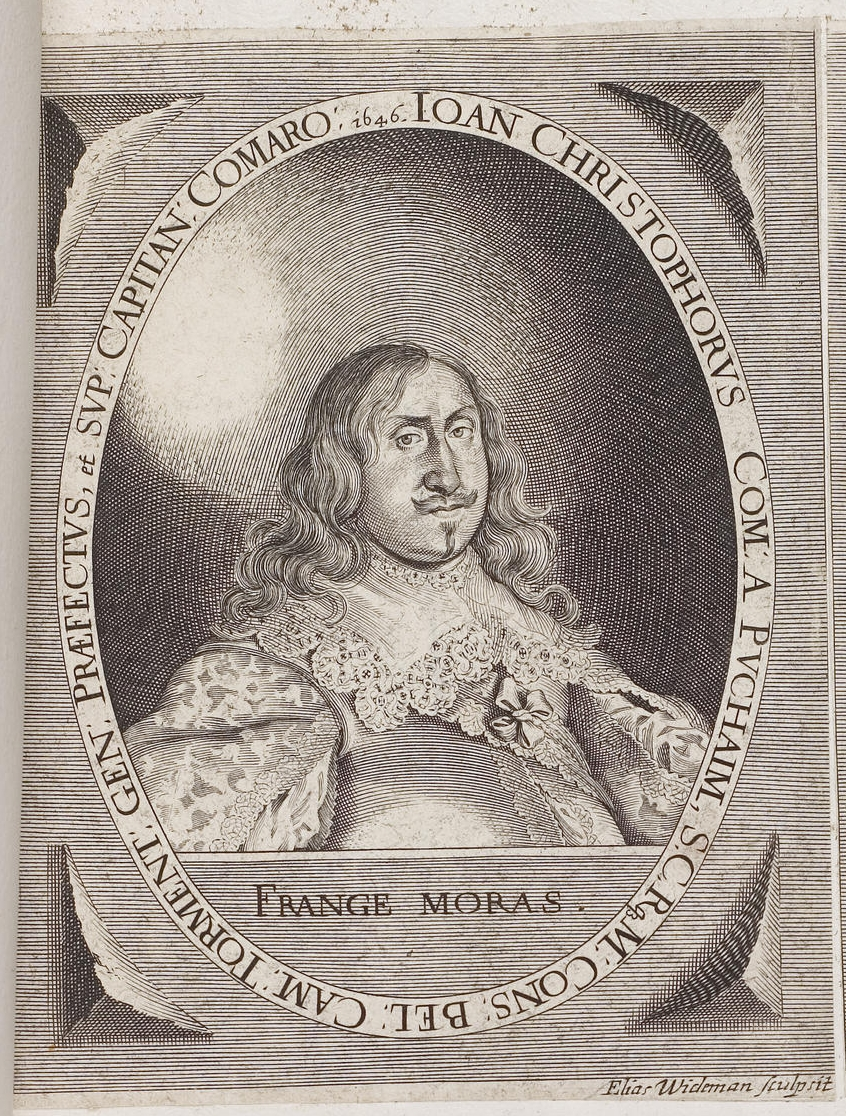
Hans Christoph III. Graf Puchheim

Hans Christoph III. von Puchheim (* 1605; † 15./25. November 1657) war österreichischer Adeliger und kaiserlicher Feldmarschall.

## Leben
Er war der Sohn von Johann Christoph II. von Puchheim zu Krumbach und Eva Susanna von Hofkirchen. Er heiratete Polixena Gräfin von Leiningen-Dagsburg.
In der Schlacht bei Breitenfeld befehligte er 1642 den linken Kavallerieflügel der Kaiserlichen, der von den Schweden bereits angegriffen wurde, bevor alle Truppen ihre Schlachtformation eingenommen hatten. Die frühe Flucht eines Arkebusierregiments in Puchheims erster Schlachtlinie riss weitere Truppen mit zur Flucht. In der Folge wurden Puchheims Soldaten geschlagen und die Schweden konnten ihre ganze Macht nacheinander auf den anderen Flügel der Kaiserlichen und dann das Zentrum richten, womit sie die Schlacht für sich entschieden. Nach der Niederlage entbrannte in der kaiserlichen Armee ein nationalistisch aufgeladener Streit, ob sie durch die frühe Flucht des vor allem von deutschen Offizieren unter Puchheim kommandierten Flügels verschuldet war, oder weil dieser unzureichend vom rechten Flügel unter Italienern („Welschen“) wie Annibale Gonzaga und Albert Gaston Spinola von Bruay unterstützt wurde. Der Oberbefehlshaber Erzherzog Leopold Wilhelm hielt zu den „welschen“ Generälen, stieß damit aber auf die Ablehnung prominenter deutscher Offiziere wie Melchior von Hatzfeldt und verließ bald darauf die Armee, gefolgt von den meisten der Italiener.
Puchheim bekämpfte als Feldmarschallleutnant 1644 den ungarischen Aufständischen Georg I. Rákóczi. Im November des Jahres kam es zu einem Streit mit Johann von Götzen, der zu einem Duell führte. Von Puchheim erliegt dabei einer Schussverletzung an der Wange. 1645/46 befehligte er die kaiserlichen Truppen im Kampf gegen die Schweden im nördlichen Niederösterreich. Nach der Abwehr des schwedischen Angriffs an der Donau im Jahre 1645 zusammen mit den ihm unterstellten Befehlshabern Johann Wilhelm von Hunolstein in Mautern und Annibale Gonzaga als Stadtkommandant in Wien übernahmen Hunolstein und er im folgenden Jahr die Rückeroberung der nach dem schwedischen Rückzug noch feindlich besetzten Festungen Krems und Korneuburg. Den für die Kapitulation der Schweden entscheidenden Minenkrieg übernahm der Kommandant Mährens und erfolgreiche Verteidiger Brünns Jean-Louis Raduit de Souches. Am 5. Mai 1646 ergab sich Krems, am 4. August nach zweimonatiger Belagerung auch Kornneuburg. Dadurch wurden Truppen in den Habsburgischen Erblanden frei, die Hunolstein zur Verstärkung der kaiserlichen Hauptarmee in die Oberpfalz führen konnte. 1647 sollten Puchheim und de Souches erneut im Rücken der Hauptarmee operieren, um die schwedisch besetzten Festungen in Mähren zur Übergabe bringen. Das wesentliche Resultat war, Iglau durch eine im Juli beginnende Blockade und anschließend dreimonatige Belagerung bis zum 7. Dezember 1647 nach zwei Jahren schwedischer Besatzung zurückzuerobern. Die anschließende Blockade von Olmütz war jedoch ebenso erfolglos wie vorherige Versuche der Kaiserlichen zur Rückeroberung der seit 1642 schwedisch kontrollierten Festung.
1648 rückte Puchheim an die schlesisch-böhmische Grenze, um Einfälle des schwedischen Befehlshabers Arvid Wittenberg aus Schlesien abwehren. Als ein kleines schwedisches Kontingent unter Hans Christoph von Königsmarck von der Oberpfalz aus in Böhmen eindrang und am 26. Juli handstreichartig die Prager Kleinseite einnahm, rückte Puchheim mit 2000 Reitern ins Innere Böhmens und erreichte am 27. Juli die Prager Alt- und Neustadt, deren Verteidigung gegen die schwedische Belagerung er unterstützte. Mitte September reiste Buchheim nach Budweis, um von dort Verstärkungen unter Johann Sigismund Mislik von Hirschov nach Prag zu führen. Damit die Schweden nicht durch abgefangene Nachrichten von seinen Plänen erfahren konnten, informierte er Mislik nicht vorab. Als Puchheim sich zwischen Frauenberg und Budweis abseits eines Großteils seiner Truppen aufhielt, wurde er jedoch zusammen mit einigen seiner Offiziere von zahlenmäßig überlegenen schwedischen Reitern Wittenbergs überrascht und gefangen genommen. Der Rest von Puchheims Reitern konnte von Mislik gerettet werden, der später zusammen mit Martin Maximilian von der Goltz ein Entsatzheer nach Prag führte, das durch die Nachricht vom Westfälischen Frieden jedoch nicht mehr zum Kampfeinsatz kam.
Wohl noch im Jahr 1648 wurde Puchheim unter dem Gesellschaftsnamen Der Zerbrechende in die Fruchtbringende Gesellschaft aufgenommen. Er bewohnte die Burg Kirchschlag in der Buckligen Welt. Im Jahre 1651 erbaute er im Ort Kirchschlag ein Herrenhaus und ließ die Burg unbewohnt zurück. Nach seinem Tod am „Vier-Tage-Fieber“ kam die Herrschaft Kirchschlag an den Grafen Nikolaus Pálffy, der über seine Mutter Erbansprüche geltend machen konnte.